# Encarni Corrales
Encarni Corrales Peña (Sevilla, 23 de octubre de 1982) es una actriz de improvisación, directora de teatro y humorista española. Es fundadora de la compañía Teatro Indigesto, que organiza desde 2013 el Encuentro nacional de improvisación teatral de España. Desde 2022, forma parte del equipo del programa de humor Oregón Televisión.

## Trayectoria
Nació en Sevilla en 1982, donde se diplomó en Magisterio, en la especialidad de Educación Infantil, obteniendo después la licenciatura en Psicopedagogía. En la Facultad de Psicología de la Universidad de Sevilla, en el Departamento de Psicología Clínica, inició su tesis doctoral titulada Intervención del trastorno del comportamiento perturbador mediante el teatro.
Actuó por primera vez a los seis años en la agrupación teatral Álvarez Quintero, a la que pertenecían sus padres. Interesada desde muy joven en la improvisación teatral, participó en la Liga de Match de Improvisación de Sevilla antes de trasladarse a vivir a Zaragoza en 2006, donde creó al año siguiente junto a J.J. Sánchez, Alberto Salvador, Laura Tejero y Vicente Velázquez, la compañía Teatro Indigesto, especializada en improvisación teatral, comedia y clown. Con esta compañía promovió en 2013 Zaragoza Improvisa, que desde entonces reúne anualmente artistas de toda España y de países como Uruguay y Argentina en un encuentro de improvisación que es ya un referente en esta disciplina artística. También ha trabajado con otras compañías como Luna de Arena, Teatro del Temple y Lagarto Lagarto. Es la creadora del colectivo Improamigas, cuyo fin es incrementar el número de mujeres improvisadoras en el ámbito escénico.
En su faceta como formadora ha impartido clases de improvisación en centros docentes, tanto a alumnado como a profesorado, así como en universidades y comunidades científicas, trabajando a nivel nacional e internacional, en colaboración con instituciones como el Instituto Cervantes. En 2016, publicó con la editorial Octaedro, el libro Impro: 90 juegos y ejercicios de improvisación teatral, junto a otros actores de improvisación como Alfredo Mantovani, Borja Cortés, José Ramón Muñoz y Pablo Pundik.
En el ámbito televisivo, formó parte del elenco de la serie Grupo 2 Homicidios (2016-2017). En 2021, participó en Heroínas con maña, miniserie documental de Aragón TV dirigida por Mirella R. Abrisqueta reivindicando el papel de las mujeres en los Sitios de Zaragoza, encarnando a Agustina de Aragón. En 2022, se integró como parte del equipo interpretativo de Oregón Televisión, programa de humor de Aragón TV, trabajando asimismo en su obra teatral 40 años no es nada. Aragón living a celebration, estrenada en el Teatro Principal de Zaragoza como celebración de los 40 años del Estatuto de Autonomía de Aragón.
Desde 2022, conduce el podcast de humor y entrevistas El patio de mi casa junto a Marisol Aznar,que en 2023 dio el salto al formato teatral.

## Obra
- 2016 – Impro: 90 juegos y ejercicios de improvisación teatral. Ediciones Octaedro. VVAA. ISBN 9788499218724.[26]

## Reconocimientos
En 2021, en la VII edición Premios Artes y Letras del periódico Heraldo de Aragón, Corrales recogió en nombre del festival de teatro de improvisación Zaragoza Improvisa el galardón en la categoría de Artes Escénicas, Circo y Danza.